# Кунганово
Кунганово (рос. Кунганово) — присілок в Торжоцькому районі Тверської області Російської Федерації.
Населення становить 54 особи. Входить до складу муніципального утворення Високовське сільське поселення.

## Історія
Від 2005 року входить до складу муніципального утворення Високовське сільське поселення.

## Населення
| 1859 | 1886 | 2002 | 2010 |
| ---- | ---- | ---- | ---- |
| 586  | ↗679 | ↘85  | ↘54  |